# Louis Constant Lambelet
Louis Constant Lambelet (* 25. April 1827 in Les Verrières; † 8. August 1882 in Neuenburg) war ein Schweizer Politiker. Von 1857 bis 1860 sowie von 1869 bis 1881 gehörte er dem Nationalrat an, von 1868 bis 1871 war er Staatsrat des Kantons Neuenburg.

## Biografie
Der Sohn eines Landwirts machte zunächst eine Lehre als Schuhmacher, anschliessend studierte er Recht an den Universitäten Strassburg und Genf. Lambelet war als Rechtsanwalt tätig, 1867/68 unterrichtete er Handelsrecht an der Neuenburger Akademie. Von 1866 bis 1873 gehörte er dem Aufsichtsrat der Akademie an, danach bis 1881 der Kommission für höhere Bildung. Während des royalistischen (pro-preussischen) Putschversuchs von 1856 wurde er zum Unterleutnant der Infanterie ernannt und gehörte dem Generalstab der Neuenburger Regierungstruppen an. 1880 folgte die Beförderung zum Oberstbrigadier.
1856/57 gehörte Lambelet dem Stadtrat von Neuenburg an und leitete das Baudepartement. Ebenfalls 1856 wurde er als Vertreter der Radikalliberalen in den Grossen Rat des Kantons Neuenburg gewählt, dem er bis 1865 und erneut von 1871 bis zu seinem Tod angehörte. Der Grosse Rat wiederum wählte ihn für die Jahre 1868 bis 1871 in den Staatsrat; während dieser Zeit war er für Justiz und Polizei zuständig. Lambelet kandidierte mit Erfolg bei den Nationalratswahlen 1857, trat aber drei Jahre später zurück. Nach den Wahlen 1869 zog er erneut in den Nationalrat ein und gehörte diesem schliesslich bis 1881 an.